# Calycoseris
Calycoseris é um género botânico pertencente à família Asteraceae.